# Episodi di Girlfriends (serie televisiva 2000) (seconda stagione)
La seconda stagione della serie televisiva Girlfriends è stata trasmessa in anteprima negli Stati Uniti d'America dalla UPN tra il 10 settembre 2001 e il 20 maggio 2002.
| nº | Titolo originale                         | Titolo italiano | Prima TV USA      | Prima TV Italia |
| -- | ---------------------------------------- | --------------- | ----------------- | --------------- |
| 1  | The Fallout                              |                 | 10 settembre 2001 |                 |
| 2  | Just Say No                              |                 | 17 settembre 2001 |                 |
| 3  | A Full Court Conspiracy                  |                 | 24 settembre 2001 |                 |
| 4  | Un-Treatable                             |                 | 1º ottobre 2001   |                 |
| 5  | Buh-Bye                                  |                 | 8 ottobre 2001    |                 |
| 6  | Willie or Won't He                       |                 | 15 ottobre 2001   |                 |
| 7  | Trick or Truth                           |                 | 29 ottobre 2001   |                 |
| 8  | Joan's Birthday Suit                     |                 | 5 novembre 2001   |                 |
| 9  | Maya Takes a Stan                        |                 | 12 novembre 2001  |                 |
| 10 | Mom's the Word                           |                 | 19 novembre 2001  |                 |
| 11 | You Better Watch Out                     |                 | 17 dicembre 2001  |                 |
| 12 | I Have a Dream House                     |                 | 21 gennaio 2002   |                 |
| 13 | Sister, Sistah                           |                 | 4 febbraio 2002   |                 |
| 14 | Willie or Won't He II: The Last Chapter? |                 | 11 febbraio 2002  |                 |
| 15 | Can't Stan Ya!                           |                 | 25 febbraio 2002  |                 |
| 16 | Take Me Out After the Ballgame           |                 | 4 marzo 2002      |                 |
| 17 | Childs in Charge                         |                 | 18 marzo 2002     |                 |
| 18 | Taming of the Realtess                   |                 | 25 marzo 2002     |                 |
| 19 | X Does Not Mark the Spot                 |                 | 29 aprile 2002    |                 |
| 20 | My Mother, Myself                        |                 | 6 maggio 2002     |                 |
| 21 | Just Dessert                             |                 | 13 maggio 2002    |                 |
| 22 | Into the Woods                           |                 | 20 maggio 2002    |                 |